# ジョアン・チェン
ジョアン・チェン（陳 冲、Joan Chen）は中国上海出身の女優で、映画監督でもある。

## 略歴
1961年、上海の学者の家庭に生まれる（祖父はオックスフォード大学で、両親はハーヴァード大学で学んだ）。
1975年、上海で映画関係の専門学校に通っていた14歳の時、映画『井崗山』で女優としてデビューした。17歳で上海外国語大学に入学し英語を学ぶ。1980年、映画『戦場の花』に抜擢され、この作品で高い評価を得て「中国のエリザベス・テイラー」とも呼ばれ、百花奨最優秀主演女優賞を受賞した。
20歳でアメリカ合衆国に渡り、1981年からカリフォルニア州立大学ノースリッジ校に入学して映画制作を学んだ。映画やテレビドラマで活躍し、1987年に『ラストエンペラー』で皇后婉容を演じたことによって国際的な注目を集め、アジア系俳優初のアカデミー賞授与式のプレゼンターをジョン・ローンとともに務めた。1994年の『赤い薔薇 白い薔薇』の頃から再び中華圏の映画にも出るようになり、同作と2007年の『ホーム・ソング・ストーリーズ〜僕の母の物語〜』では金馬奨最優秀主演女優賞を受賞している。
女優としてだけではなく、1998年には『シュウシュウの季節』で映画監督としてもデビューしており、同作で金馬奨の最優秀作品賞と最優秀監督賞を受賞した。
1988年には米国の市民権を得て、1992年には中国系米国人の医師と結婚した。
2014年の第71回ヴェネツィア国際映画祭で塚本晋也監督・主演の『野火』の印象を問われた際に、「戦争で多くの人々が殺され、町が爆撃され、拷問やレイプが行われた」が「日本は遺憾の意を示したことさえない」と発言し、塚本氏の作品は「とても素晴らしく、心を動かされた」と評価した。

## 主な出演作品

### 映画
- 戦場の花 小花 (1980)
- タイパン Tai-Pan (1986)
- ザ・ナイトストーカー The Night Stalker (1986)
- ラストエンペラー The Last Emperor (1987)
- サルート・オブ・ザ・ジャガー The Blood of Heroes (1990)
- ウェドロック Wedlock (1991)
- 抱きしめたいから Turtle Beach (1991)
- 天と地 Heaven & Earth (1993)
- 赤い薔薇 白い薔薇 紅玫瑰白玫瑰 (1994)
- 沈黙の要塞 On Deadly Ground (1994)
- ジャッジ・ドレッド Judge Dredd (1995)
- ハンテッド The Hunted (1995)
- ワイルド・サイド Wild Side (1996)
- アウターゴールド Precious Find (1996)
- パープルストーム 紫雨風暴 (1999)
- ジャスミンの花開く 茉莉花開 (2004)
- レイザーサンクション Avatar (2004)
- 素顔の私を見つめて… Saving Face (2004)
- 胡同のひまわり 向日葵 (2005)
- ラスト、コーション 色・戒 (2007)
- ホーム・ソング・ストーリーズ〜僕の母の物語〜 The Home Song Stories (2007)
- 陽もまた昇る 太阳照常升起 (2007)
- 四川のうた 二十四城記 (2008)
- 神の子どもたちはみな踊る All God's Children Can Dance (2008)
- 小さな村の小さなダンサー Mao's Last Dancer (2009)
- 1911 辛亥革命 (2011)
- 楊貴妃 レディ・オブ・ザ・ダイナスティ 王朝的女人·楊貴妃 (2015)
- 無敵名人の最強食譜(レシピ) 絶世高手 (2017)
- 共謀家族 誤殺 (2019)
- タイガーテール -ある家族の記憶- Tigertail (2020)
- AVA/エヴァ AVA (2020)

### テレビドラマ
- 特捜刑事マイアミ・バイス シーズン1 Miami Vice (1985)
- 特捜刑事マイアミ・バイス シーズン5 Miami Vice (1988)
- 冒険野郎マクガイバー MacGYVER (1985～1992)
- アドベンチャー・ヒーロー/マクガイバー2 一触即発! MacGYVER:The Golden Triangle/Last Stand(1985)
- ナイトライダー５／強敵！赤い殺人カー Knight Rider:Knight of the Drones (1984)
- ツイン・ピークス Twin Peaks (1990-1991)
- 殺意の雨音 Shadow Of A Stranger (1992)
- スティール・ジャスティス Steel Justice (1992)
- ダーク・プロフェシー Tales From The Crypt (1993)
- ホミサイド/殺人捜査課（第4シーズン） Homicide: Life on the Street (1996～1997)
- 勇気ある挑戦 In A Class Of His Own:Rich Donato (1999)
- FRINGE/フリンジ（シーズン3） FRINGE (2010～2011)
- 私が愛したヘミングウェイ Hemingway & Gellhorn (2012)
- マルコ・ポーロ シーズン1 Marco Polo (2014)
- マルコ・ポーロ シーズン2  Marco Polo (2016)
- 如懿伝 〜紫禁城に散る宿命の王妃〜 如懿伝 (2017)
- マーダー・イン・ザ・ワールドエンド A MURDER AT THE END OF THE WORLD (2023)

## 監督作品
- シュウシュウの季節 Xiu Xiu: The Sent Down Girl  (1998)
- オータム・イン・ニューヨーク Autumn in New York  (2000)

## 参照
1. ↑  Corliss, Richard (April 5, 1999), “West To East”, TIME (USA) 153 (13)
2. ↑  Stokes, Lisa Odham (October-December 2005), “Sensuously Elegant: An Interview with Joan Chen”, Asian Cult Cinema (USA) (48):  p. 51-61
3. ↑  Tom Kagy."Heavenly And Hearthy." Goldsea Asian American Daily. August 1992.
4. ↑  https://www.imdb.com/name/nm0001040/bio/
5. ↑  “中国人女優ジョアン・チェン ベネチア国際映画祭で第2次世界大戦をめぐり日本を批判”. ライブドアニュース. 2020年6月7日閲覧。
6. ↑  “中国女優、日本は遺憾さえ示さず／ベネチア映画祭で批判”. 四国新聞社 (2014年9月7日). 2020年6月7日閲覧。